# Łeonid Bakaj
Łeonid Iwanowycz Bakaj, ukr. Леонід Іванович Бакай, ros. Леонид Иванович Бакай, Leonid Iwanowicz Bakaj (ur. 8 kwietnia 1946) – ukraiński piłkarz, grający na pozycji napastnika, trener piłkarski.

## Kariera piłkarska
Zawodową karierę piłkarską rozpoczął w klubie Desna Czernihów. W 1970 został piłkarzem Łokomotywu Donieck. W 1972 bronił barw Awanhardu Sewastopol. W 1973 przeszedł do drużyny miasta Łuck, ale po zakończeniu sezonu opuścił wołyński klub.

## Kariera trenerska
Po zakończeniu kariery piłkarza rozpoczął pracę szkoleniowca. Najpierw pomagał trenować Wołyń Łuck, a we wrześniu 1994 pełnił obowiązki głównego trenera klubu. Na początku XXI wieku ponownie pomagał trenować łucki klub.